# Дружная-2
Дружная-2 — советская сезонная антарктическая станция, расположенная на шельфовом леднике Ронне на берегу моря Уэдделла.
Станция была основана в 1982 году для проведения работ по радиолокационному зондированию ледника с целью создания карты коренного рельефа. Дружная-2 действовала до 25 февраля 1986 года.